# Opération aéroportée de Viazma
L'opération aéroportée de Viazma est un débarquement aéroporté de l'Armée rouge à l'arrière des lignes allemandes pendant les batailles de Rjev. Elle a lieu du 18 janvier au 28 février 1942. L'objectif de l'atterrissage aéroporté est d'aider les troupes du front de Kalinine et du front occidental à encercler et détruire le groupe d'armées Centre. L'opération aéroportée échoue et entraîne la perte de la plupart des troupes débarquées.

## Bataille
L'offensive de Rzhev-Vyazma commence le 8 janvier 1942 dans le but d'encercler le Groupe d'armées Centre. Dans les premières étapes de l'opération, l'Armée rouge remporte quelques batailles. À la suite des attaques des fronts de Kalinine et de l'Ouest, les lignes allemandes sont percées à plusieurs reprises. Afin de faciliter l'avancée des troupes, Stavka décide de débarquer des troupes au sud de Viazma dans le but de couper l'autoroute Viazma - Ioukhnov et la voie ferrée Viazma - Briansk. La zone de largage prévue est gardée par des unités allemandes dispersées. Le premier groupe de troupes aéroportées, composé de la 201st Airborne Brigade et du 250th Airborne Regiment, est débarqué sur les arrières des troupes allemandes au sud de Viazma du 18 au 22 janvier. Le débarquement s'effectue de nuit, et la présence de parachutistes à l'arrière des Allemands facilite les attaques de la 33e Armée et du 1er Corps de Cavalerie de la Garde.
Fin janvier, le 1er Corps de cavalerie de la Garde, sous le commandement de Pavel Alexeyevich Belov, perce les lignes allemandes. Pour empêcher une retraite allemande de l'encerclement prévu, Stavka décide de débarquer des troupes dans la région de Viazma pour couper les voies ferrées et les autoroutes Viazma - Smolensk. Le 27 janvier, le largage du 4e corps aéroporté dans le village d'Ozerechnya est lancée en raison d'une pénurie d'avions de transport, les largages de parachutistes sont effectués en alternance, en commençant par la 8th Airborne Brigade. Les avions allemands attaquent les avions de transport dans les airs et au sol. À la suite des bombardements allemands sur les aérodromes, 7 avions de transport Tupolev TB-3 sont détruits. Il y a aussi très peu de couverture de chasseurs pour les transports et beaucoup sont abattus. En raison de cela, ainsi que de la détérioration des conditions météorologiques, Stavka est contraint de suspendre les largages. Cependant, trois bataillons de la 8e brigade aéroportée, comprenant 2 100 soldats aéroportés, ont débarqué au 1er février, ainsi que 34,4 tonnes de ravitaillement. Le débarquement lui-même échoue, car une grande partie du matériel est perdu et les troupes aéroportées sont dispersées sur une vaste zone dans des conditions météorologiques hivernales. En conséquence, seuls 1 320 parachutistes ont pu se reformer en unités cohérentes. Les troupes aéroportées tentent de couper les communications allemandes à l'ouest de Viazma. En quelques jours, ils détruisent certaines parties du chemin de fer et de l'autoroute et capturent le quartier général de certaines unités allemandes. Le 31 janvier, le chef d'état-major allemand Franz Halder écrit : « La situation des troupes de la 4e armée est très grave. Il y a eu des difficultés d'approvisionnement. » . Le 6 février, les survivants de la 8th Airborne Brigade ont rejoint le 1st Guards Cavalry Corps. Ses unités sont incluses dans la structure du corps après la liaison.
À la mi-février, dans la région de Viazma, une situation extrêmement difficile s'est développée. Les forces soviétiques ne réussissent pas à encercler les troupes allemandes et les combats se prolongent. Stavka a décidé de larguer les principales forces du 4e corps aéroporté à l'ouest de Ioukhnov avec pour tâche de couper l'autoroute de Varsovie et de se relier à des parties de la 50e armée. Le débarquement des 9e et 214e brigades aéroportées commence dans la nuit du 16 au 24 février. Au cours de cette période, 1525 parachutistes et 7373 balles de ravitaillement sont largués dans la région de Zelanje. Le débarquement a lieu avec l'opposition active des Allemands. Le 23 février, le commandant du 4e corps aéroporté, le général de division Alexei Levashev, est tué lorsque son avion est abattu. Le chef d'état-major du corps, le colonel Alexander Kazankin, prend le commandement. Au sol, les troupes aéroportées font face à une forte résistance allemande.

## Conséquences
Laissé à l'arrière allemand, le 4e corsp aéroporté, en collaboration avec le 1er corps de cavalerie de la Garde et des éléments de la 33e armée mène des opérations militaires actives. Des avions sont détruits lors de l'opération Hanovre. Début avril, les forces combinées sont placées sous le commandement du général de division Pavel Alexeyevitch Belov. Les forces saisissent la zone au sud de Viazma et la tienne jusqu'à la fin du mois de mai, immobilisant quelques divisions allemandes. Dans la nuit du 26 mai, le groupe franchit l'encerclement puis rejoint la 10e armée au nord de Kirov le 24 juin.